# Federico Frigerio (architetto)

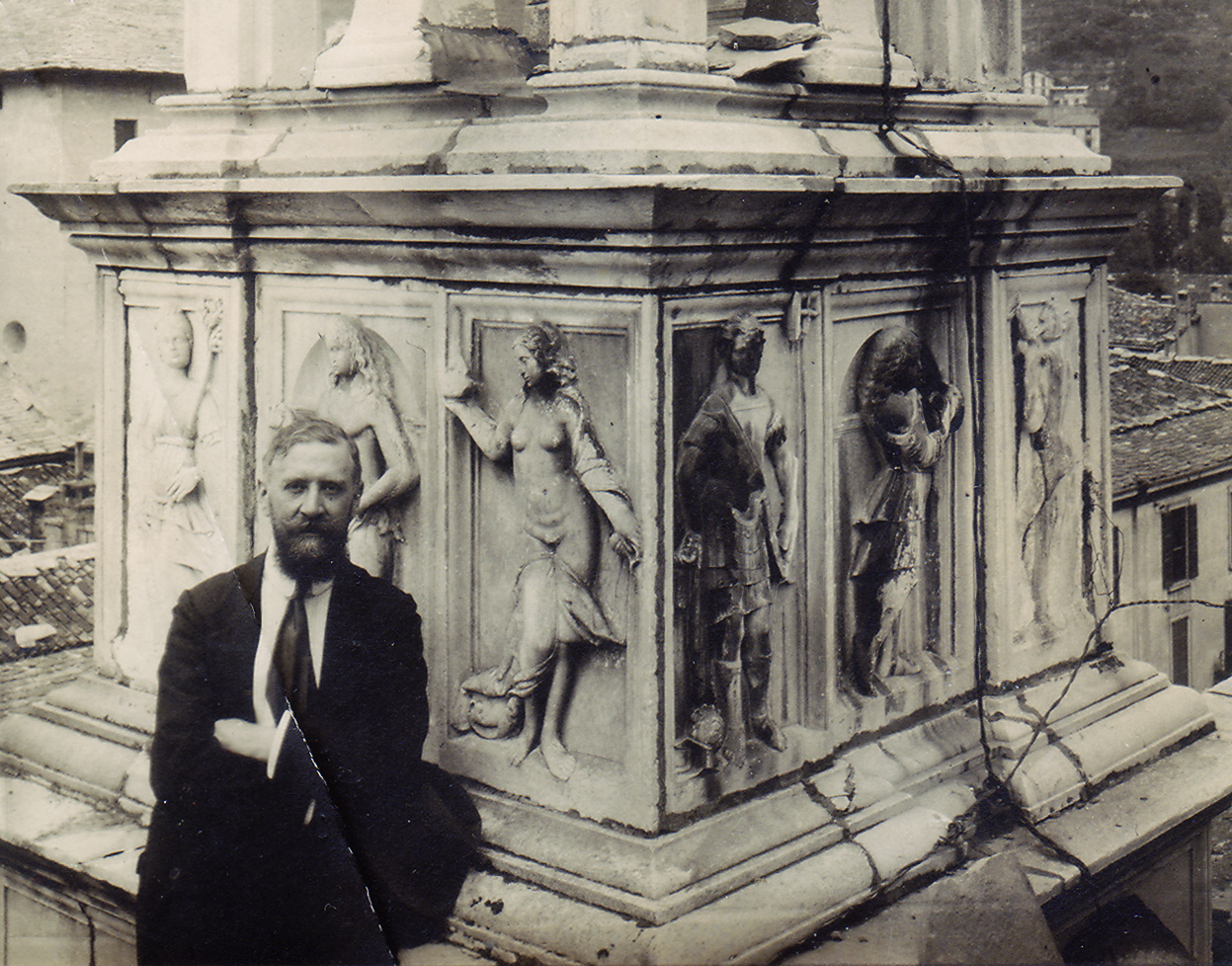
Federico Frigerio ritratto vicino ad una guglia del Duomo di Como

Federico Frigerio (Milano, 10 agosto 1873 – Como, 24 dicembre 1959) è stato un architetto italiano.

## Biografia

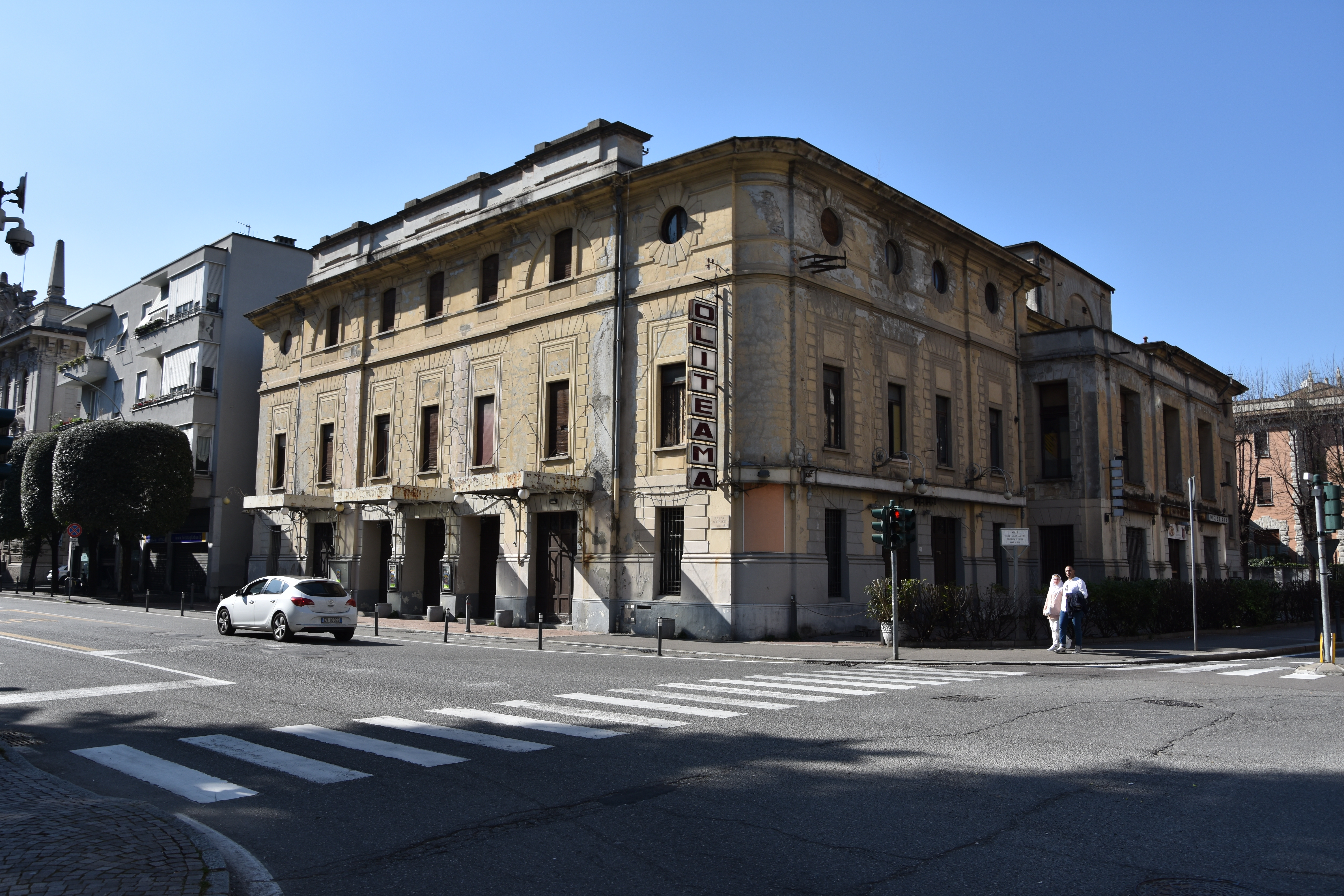
Il Teatro Politeama nel 2019

Dopo la laurea da ingegnere-architetto nel 1896 presso il Regio Istituto Tecnico Superiore (futuro Politecnico di Milano), ottiene anche un diploma da professore di Disegno presso l'Accademia di Belle Arti di Brera, unendo alla rigorosa formazione tecnologica anche un'ampia formazione storico-artistica.

### Attività da architetto
Nel 1898, Federico Frigerio lavora alle decorazioni architettoniche del terzo piano dell'albergo Plinius di Como (attuale Hotel Palace), edificio progettato da Giuseppe Salvioni e che, in origine, ha come proprio centro benessere la struttura che dal 1928 ospita l'albergo Terminus, della quale lo stesso Frigerio cura sia l'aspetto esterno sia gli interni.
Nel 1910 Federico Frigerio realizza il primo edificio di Como con parti strutturali in calcestruzzo armato, il Teatro Politeama.
Nel 1920 disegna una villa liberty situata a San Fermo della Battaglia.

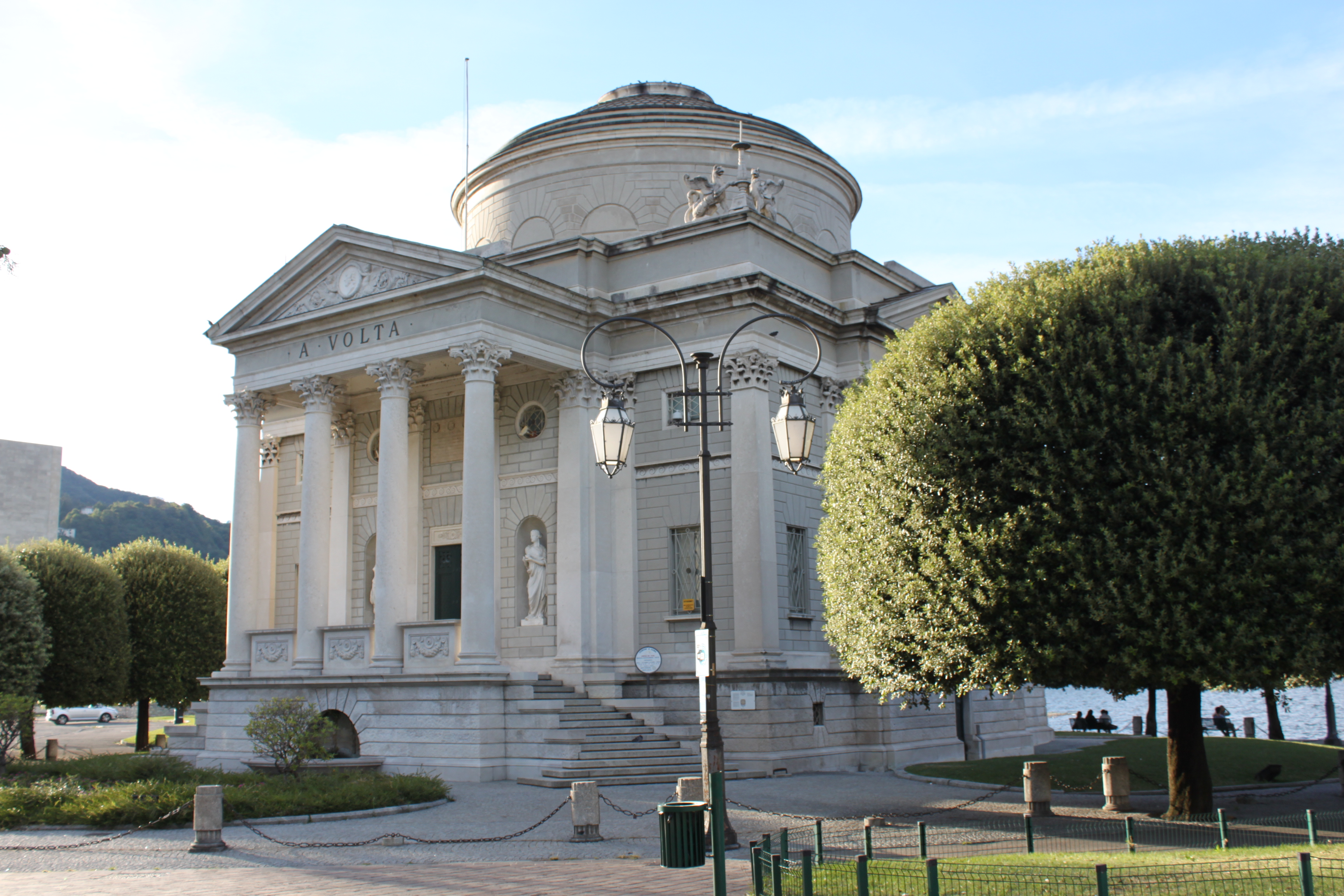
Tempio Voltiano

Al 1925 risale il progetto del capolavoro di Federico Frigerio: il Tempio Voltiano di Como, voluto e finanziato dall'imprenditore Francesco Somaini, di Lomazzo, per ospitare i cimeli di Alessandro Volta.
Alcuni dei cimeli voltiani erano stati recuperati dallo stesso Frigerio dall'incendio dei padiglioni della Grande Esposizione del 1899, realizzata a Como per celebrare il centenario della pila voltiana.
Nel 1931 Federico Frigerio compie il restauro del palazzo vescovile, rimuovendo le superfetazioni e recuperando porzioni del primitivo fabbricato alto medioevale.
Del Frigerio è anche la sede policroma della Banca Commerciale: realizzata nel 1927 fra piazza Grimoldi e il duomo, è dotata di una decorazione esterna dedicata a personalità storiche di Como, alcune delle quali vennero raffigurate dallo stesso Frigerio anche all'esterno del numero civico 15 della vicina Piazza Duomo.
Dopo l'incendio del 27 settembre 1935 che danneggia la cupola di Filippo Juvarra del Duomo di Como, si occupa di progettare e sovrintendere all'intervento di ricostruzione. L'originaria cupola dello Juvarra era stata ricoperta a metà '700 da una sovrastruttura dall'architetto Giulio Galliori. In un acceso dibattito, Frigerio si impone su Giuseppe Terragni per la rimozione delle sovrastrutture che alteravano le proporzioni originarie pensate da Juvarra.
A Lomazzo attua il restauro di Villa Somaini (palazzo Raimondi Odescalchi) e l'intervento di modifica della facciata della chiesa di San Siro. 
Di Federico Frigerio è infine il progetto della sede di via Sirtori (1945) della "Magistri Cumacini", la scuola per periti edili di cui Frigerio ricoprì il ruolo di commissario prefettizio.

### Attività archeologica
Federico Frigerio insieme con il sacerdote Santo Monti e con l'ing. Gabriele Giussani realizza l'allestimento del Museo Archeologico di Como. 
Realizza campagne di scavo e compie ampi studi sulle rovine romane della città di Como, in particolare sulla porta Praetoria, la relazione sugli scavi della casa Ortelli (via Cinque Giornate) e della Società Bancaria Italiana (via Perti). Si occupa dell'epoca preromana, con lo studio del carro della Ca' Morta, oggi ricomposto e collocato al Museo Giovio di Como.
Gran parte dei suoi studi sono pubblicati sulla "Rivista Archeologica Comense.

### Valorizzazione del patrimonio del duomo di Como
A Federico Frigerio è riconosciuto il merito di aver fatto restaurare ed esporre al pubblico nelle navate del duomo di Como i preziosi arazzi dell'Arcimboldo e di Giovanni Karcher, prima riposti negli armadi della cattedrale.
Allo stesso Frigerio si deve anche l'iniziativa di realizzare una copia delle due statue dei Plinii presenti sulla facciata della cattedrale, e di fare esporre tali copie a Roma durante l'esposizione universale del 1911.